# Anthony Mounier
Anthony Mounier (ur. 27 września 1987 w Aubenas) – francuski piłkarz występujący na pozycji napastnika w greckim klubie Panathinaikos AO. Były reprezentant Francji do lat 21. Wychowanek Olympique Lyon, w swojej karierze występował także w takich zespołach jak OGC Nice oraz Montpellier HSC.

## Statystyki kariery
(aktualne na dzień 10 sierpnia 2016)
| Klub               | Sezon              | Liga               | Liga  | Liga   | Puchar kraju | Puchar kraju | Puchar ligi | Puchar ligi | Europa | Europa | Inne  | Inne   | Suma  | Suma   |
| Klub               | Sezon              | Liga               | Mecze | Bramki | Mecze        | Bramki       | Mecze       | Bramki      | Mecze  | Bramki | Mecze | Bramki | Mecze | Bramki |
| ------------------ | ------------------ | ------------------ | ----- | ------ | ------------ | ------------ | ----------- | ----------- | ------ | ------ | ----- | ------ | ----- | ------ |
| Olympique Lyon     | 2007/08            | Ligue 1            | 1     | 0      | 0            | 0            | 0           | 0           | 0      | 0      | –     | –      | 1     | 0      |
| Olympique Lyon     | 2008/09            | Ligue 1            | 18    | 2      | 3            | 3            | 1           | 0           | 4      | 0      | –     | –      | 26    | 5      |
| Olympique Lyon     | 2009/10            | Ligue 1            | 1     | 0      | 0            | 0            | 0           | 0           | 0      | 0      | –     | –      | 1     | 0      |
| Olympique Lyon     | Ogólnie            | Ogólnie            | 20    | 2      | 3            | 3            | 1           | 0           | 4      | 0      | 0     | 0      | 28    | 5      |
| OGC Nice           | 2009/10            | Ligue 1            | 31    | 2      | 1            | 0            | 1           | 0           | –      | –      | –     | –      | 33    | 2      |
| OGC Nice           | 2010/11            | Ligue 1            | 34    | 3      | 5            | 1            | 0           | 0           | –      | –      | –     | –      | 39    | 4      |
| OGC Nice           | 2011/12            | Ligue 1            | 29    | 8      | 2            | 0            | 4           | 3           | –      | –      | –     | –      | 35    | 11     |
| OGC Nice           | Ogólnie            | Ogólnie            | 94    | 13     | 8            | 1            | 5           | 3           | 0      | 0      | 0     | 0      | 107   | 17     |
| Montpellier HSC    | 2012/13            | Ligue 1            | 26    | 2      | 2            | 0            | 2           | 0           | 5      | 0      | 1     | 0      | 36    | 2      |
| Montpellier HSC    | 2013/14            | Ligue 1            | 32    | 3      | 2            | 0            | 0           | 0           | –      | –      | –     | –      | 34    | 3      |
| Montpellier HSC    | 2014/15            | Ligue 1            | 36    | 9      | 1            | 0            | 1           | 0           | –      | –      | –     | –      | 38    | 9      |
| Montpellier HSC    | 2015/16            | Ligue 1            | 3     | 0      | 0            | 0            | 0           | 0           | –      | –      | –     | –      | 3     | 0      |
| Montpellier HSC    | Ogólnie            | Ogólnie            | 97    | 14     | 5            | 0            | 3           | 0           | 5      | 0      | 1     | 0      | 111   | 14     |
| Bologna FC         | 2015/16            | Serie A            | 30    | 4      | 0            | 0            | –           | –           | –      | –      | –     | –      | 30    | 4      |
| Bologna FC         | Ogólnie            | Ogólnie            | 30    | 4      | 0            | 0            | 0           | 0           | 0      | 0      | 0     | 0      | 30    | 4      |
| Ogólnie w karierze | Ogólnie w karierze | Ogólnie w karierze | 241   | 33     | 16           | 4            | 9           | 3           | 9      | 0      | 1     | 0      | 276   | 40     |